# Haploditha chamberlinorum
Genre
Espèce
Haploditha chamberlinorum, unique représentant du genre Haploditha, est une espèce de pseudoscorpions de la famille des Tridenchthoniidae.

## Distribution
Cette espèce est endémique de l'État d'Aragua au Venezuela. Elle se rencontre vers Rancho Grande.

## Description
La femelle holotype mesure 1,68 mm.

## Étymologie
Cette espèce est nommée en l'honneur de Joseph Conrad Chamberlin et Ralph Vary Chamberlin.

## Publication originale
- Caporiacco, 1951 : Studi sugli Aracnidi del Venezuela raccolti dalla Sezione di Biologia (Universitá Centrale del Venezuela). 1 Parte: Scorpiones, Opiliones, Solifuga y Chernetes. Acta Biologica Venezuelica, vol. 1, p. 1-46 (texte intégral).